# Бут, Дуглас
Ду́глас Джон Бут (англ. Douglas John Booth, род. 9 июля 1992, Гринвич, Лондон) — английский актёр, получивший известность благодаря роли Боя Джорджа в фильме «Переживая за Боя» и роли Пипа в сериале «Большие надежды».

## Биография
Дуглас Бут является уроженцем Лондона. Его отец британец Саймон Бут, мать Вивьен Бут голландско-испанского происхождения. Также у Дугласа есть сестра Эбигейл. Обучался в школе Севенокса в западной части графства Кент, где играл на трубе. Работал неполный рабочий день в Национальном молодёжном театре. Его актёрским прорывом стала роль Бой Джорджа в драме «Переживая за Боя». Завоевал сердца миллионов женщин и поклонников Чарльза Диккенса ролью Пипа в сериале «Большие надежды» канала BBC.
В 2012 году вышел фильм «Лето. Одноклассники. Любовь», в котором Дуглас сыграл одну из основных ролей. В 2013 году вышел фильм «Ромео и Джульетта», в котором Дуглас в паре с Хейли Стейнфелд исполняет роль Ромео.
Дуглас Бут принимал участие в нескольких рекламных кампаниях английского лейбла Burberry, в том числе и вместе с Эммой Уотсон и Лили Дональдсон. В октябре 2010 года актёр появился на обложке журнала Gay Times.

## Личная жизнь
Дуглас Бут является близким другом актрисы Ванессы Кирби и актёра Фредди Фокса. В 2021 г. он сделал предложение своей девушке Бел Паули

## Фильмография
| Год  |    | Русское название                 | Оригинальное название           | Роль           |
| ---- | -- | -------------------------------- | ------------------------------- | -------------- |
| 2009 | ф  | Из времени во время              | From Time to Time               | Сефтон         |
| 2010 | тф | Переживая за Боя                 | Worried About the Boy           | Бой Джордж     |
| 2010 | с  | Столпы Земли                     | The Pillars of the Earth        | Юстас в 15 лет |
| 2011 | тф | Кристофер и ему подобные         | Christopher and His Kind        | Хайнц          |
| 2011 | с  | Большие надежды                  | Great Expectations              | Пип            |
| 2012 | ф  | Лето. Одноклассники. Любовь      | LOL                             | Кайл           |
| 2013 | ф  | Ромео и Джульетта                | Romeo and Juliet                | Ромео          |
| 2014 | ф  | Жизнь на таких скоростях         | Life at These Speeds            | Кевин          |
| 2014 | ф  | География несчастного сердца     | Geography of the Hapless Heart  | Шон            |
| 2014 | ф  | Ной                              | Noah                            | Сим            |
| 2014 | ф  | Клуб бунтарей                    | The Riot Club                   | Гарри Вильерс  |
| 2015 | ф  | Восхождение Юпитер               | Jupiter Ascending               | Тит Абрасакс   |
| 2015 | с  | И никого не стало                | And then there were none        | Энтони Марстон |
| 2016 | ф  | Гордость и предубеждение и зомби | Pride and Prejudice and Zombies | мистер Бингли  |
| 2016 | ф  | Голем                            | The Limehouse Golem             | Дэн Лено       |
| 2017 | ф  | С любовью, Винсент               | Loving Vincent                  | Арман Рулен    |
| 2017 | ф  | Красавица для чудовища           | Mary Shelley                    | Перси Шелли    |
| 2019 | ф  | Грязь                            | The Dirt                        | Никки Сикс     |
| 2020 | ф  | Мой год в Нью-Йорке              | My Salinger Year                | Дон            |
|      | ф  | Юный Вертер                      | Young Werther                   | Вертер         |